# لئونارد زوتا
لئونارد زوتا (مقدونی: Леонард Жута؛ زادهٔ ۹ اوت ۱۹۹۲) بازیکن فوتبال اهل مقدونیه شمالی است.
از باشگاه‌هایی که در آن بازی کرده‌است می‌توان به باشگاه فوتبال هکن و باشگاه فوتبال رییکا اشاره کرد.
وی همچنین در تیم‌های ملی فوتبال زیر ۲۱ سال و بزرگسالان مقدونیه شمالی بازی کرده‌است.